# Прибережні птахи
Прибережні (коловодні, біляводні, навколоводні) птахи — екологічна група птахів, що об'єднує види, пристосовані до існування у прибережних або заболочених ділянках. Прибережні птахи не становлять єдиної таксономічної групи, а включають кілька таксонів, об'єднаних загальними рисами, що утворилися внаслідок конвергентної еволюції. Прибережних птахів разом з водоплавними об'єднують у групу водно-болотних птахів.
Прибережні птахи мають різні розміри — від невеликих (кулики) до значних (журавлі), видовжені кінцівки (перш за все цівку) та, нерідко, пальці ніг. У них, як правило, видовжені шия та дзьоб. На відміну від водоплавних птахів, не мають плавальних перетинок між пальцями ніг.
Видовжені кінцівки дозволяють пересуватися на мілководді. Видовжені пальці ніг дають змогу не загрузати у вогкому ґрунті, а також пересуватися по навколоводній рослинності. Живлять переважно тваринною їжею — безхребетними, яких збирають з поверхні ґрунту, рослин або достають з ґрунту; також рибою, яку ловлять у воді.
Гнізда влаштовують на землі (більшість куликів, журавлі), на деревах або заломах очерету (чаплі); фламінго будують гнізда з ґрунту на мілководді.
До прибережних птахів належать представники наступних рядів і родин:
- Сивкоподібні (Charadriiformes) — кулики, яканові
- Лелекоподібні (Ciconiiformes) — лелекові, чаплеві, ібісові
- Фламінгоподібні (Phoeriicopteri)
- Журавлеподібні (Gruiformes) — журавлеві, пастушкові

## Галерея

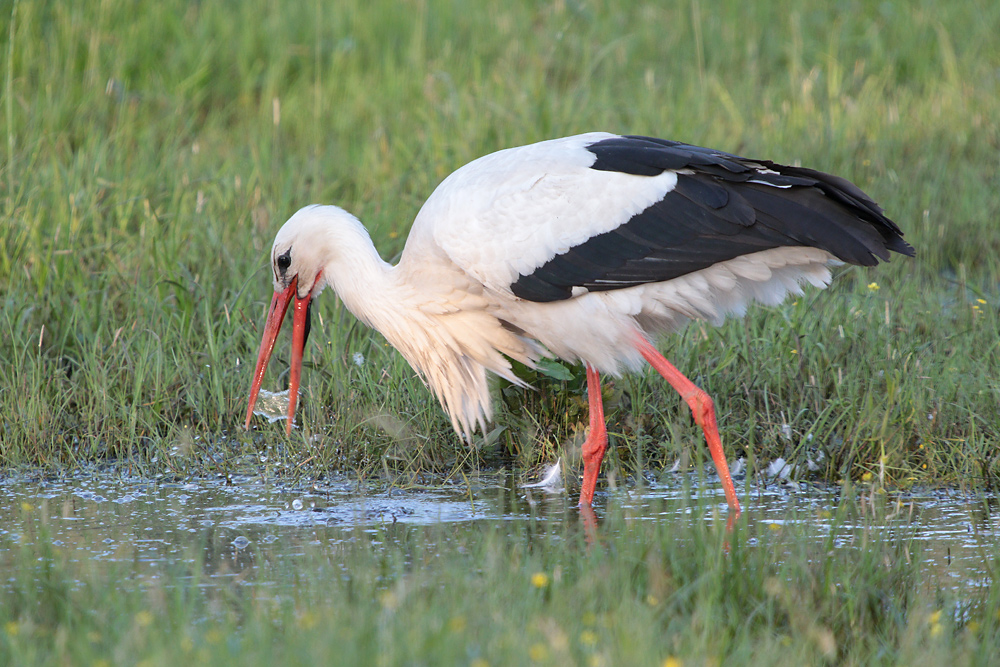
Лелека білий
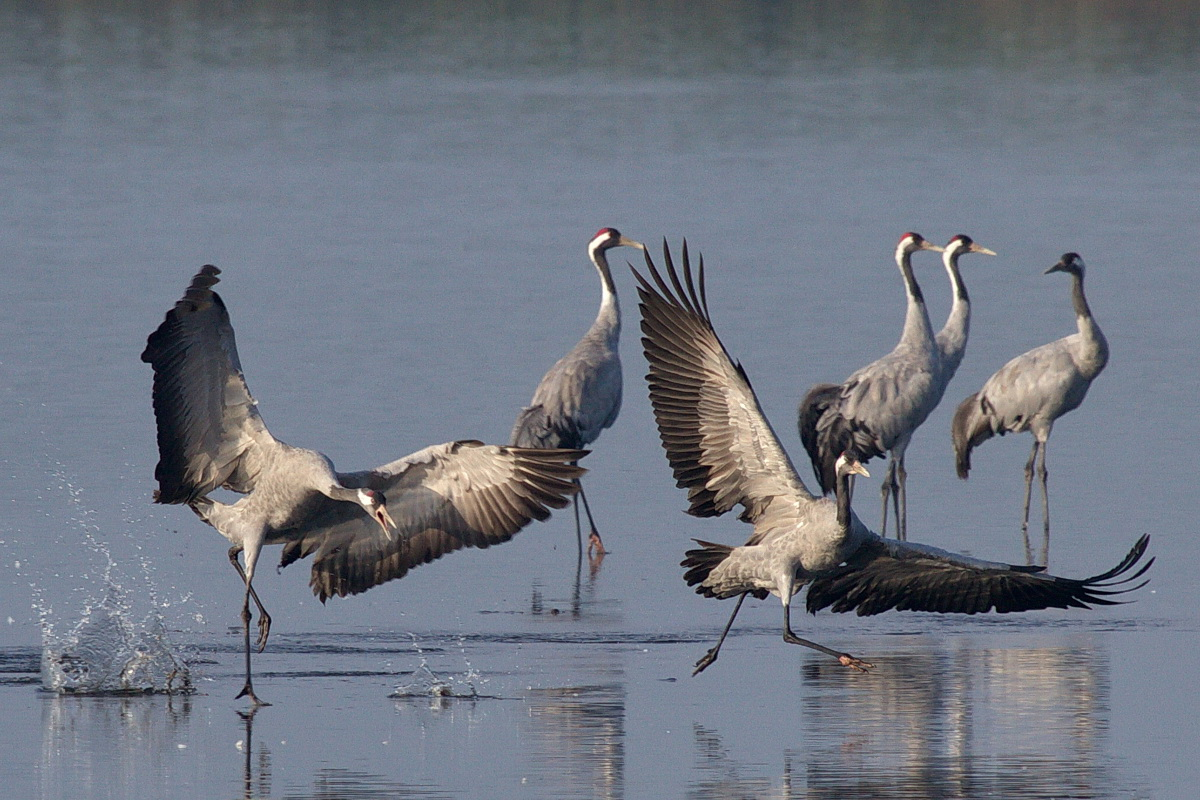
Сірі журавлі
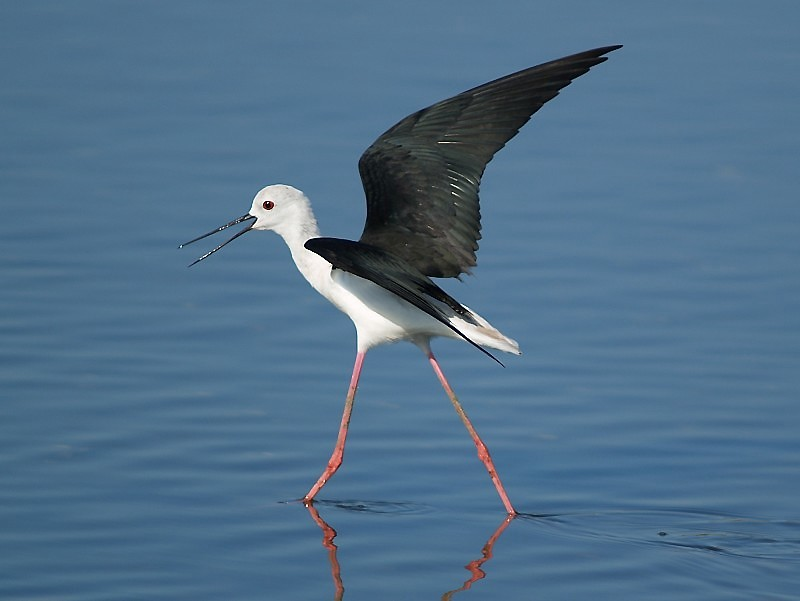
Кулик-довгоніг
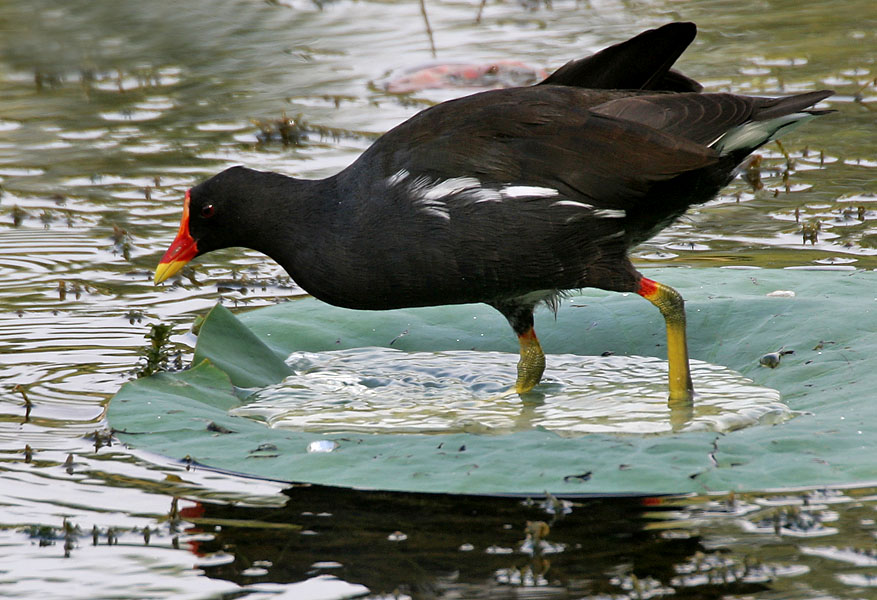
Курочка водяна
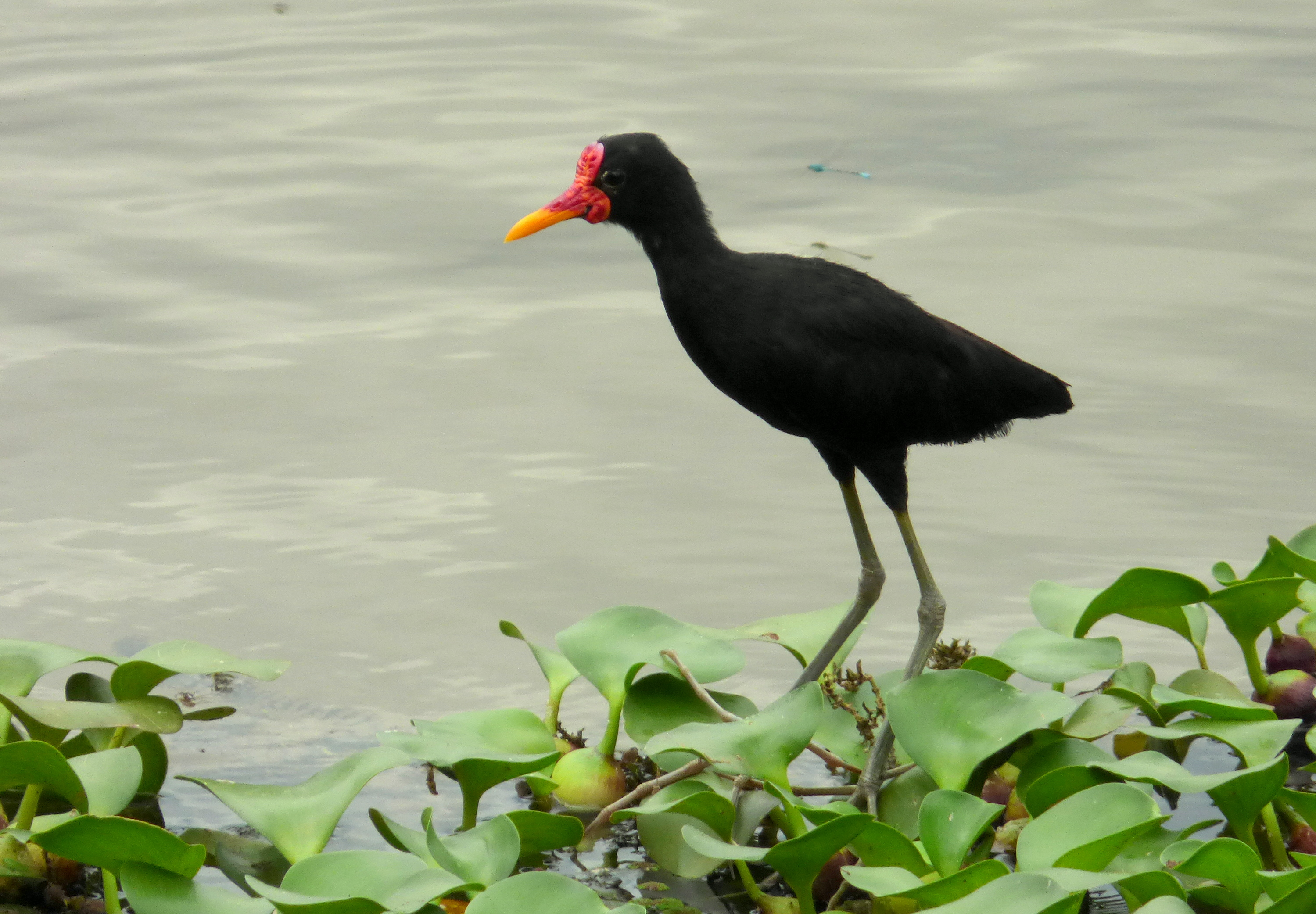
Якана Jacana jacana
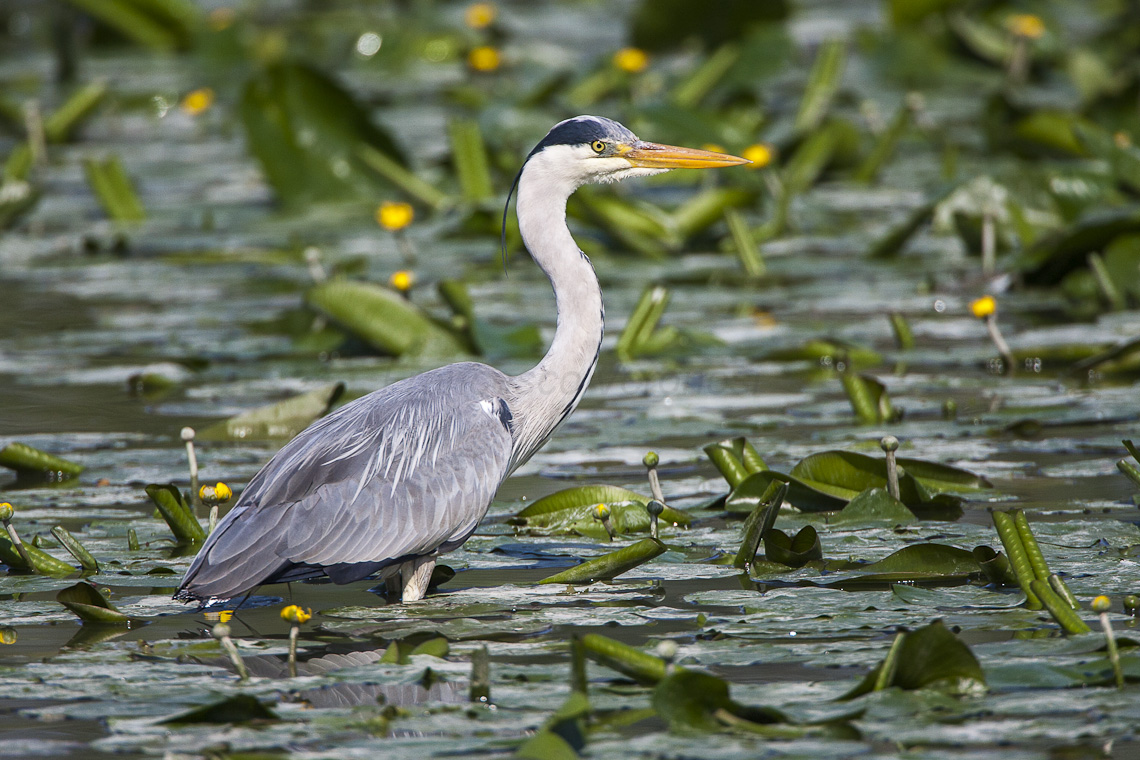
Чапля сіра
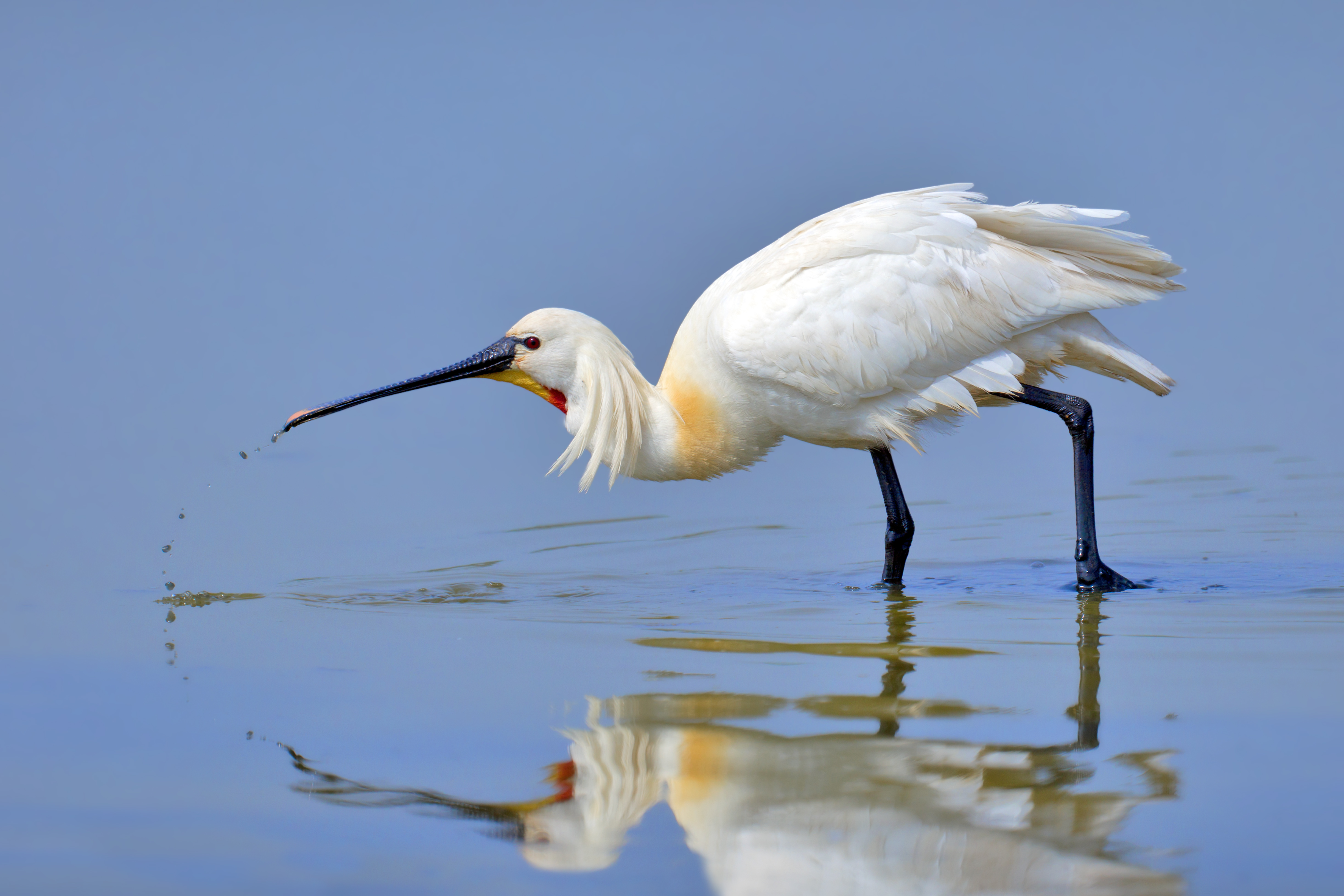
Косар
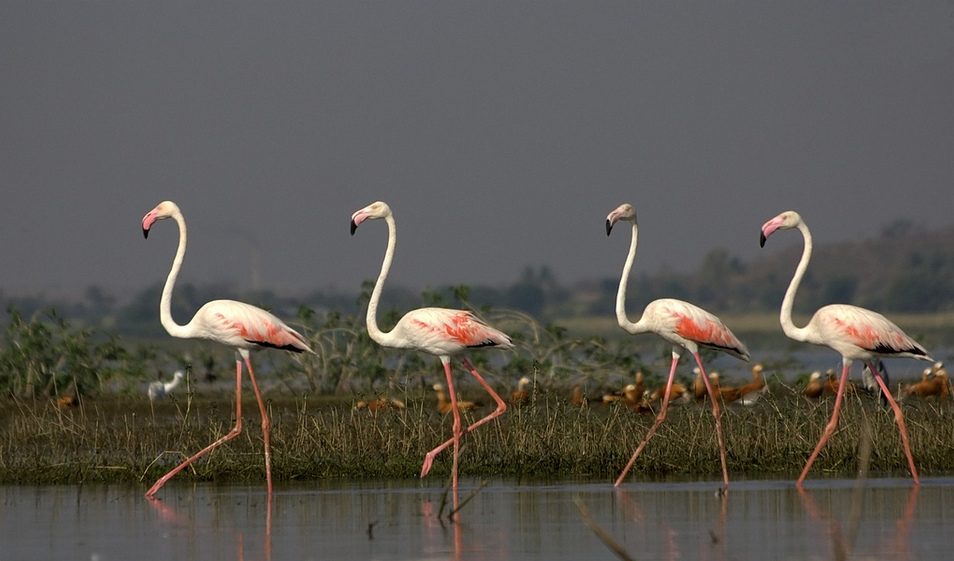
Рожеві фламінго